# Juventus Football Club 1992-1993
Questa voce raccoglie le informazioni riguardanti la Juventus Football Club nelle competizioni ufficiali della stagione 1992-1993.

## Stagione

Da destra: Gianni Agnelli, in visita alla squadra durante un allenamento, s'intrattiene con il neoacquisto Moreno Torricelli – catapultato in pochi mesi dai dilettanti alla massima serie – e il capitano Roberto Baggio.

La squadra, guidata dal confermato Trapattoni, si presentò ai nastri di partenza della stagione con un corposo rinnovamento della rosa. Il ricambio riguardò soprattutto il centrocampo, con l'inserimento di elementi quali il giovane Dino Baggio, al definitivo esordio in bianconero dopo l'anno in prestito all'Inter – e presto appellato come Baggio2 per non confonderlo con il suo nuovo capitano, il ben più famoso Divin Codino –, e i nazionali stranieri Andreas Möller e David Platt.
In attacco passò inizialmente sottotraccia l'arrivo del promettente Fabrizio Ravanelli, fattosi notare nelle serie minori e che da mesi si era promesso alla Signora; tutta l'attenzione verso il reparto avanzato venne infatti catalizzata da uno dei «colpi» di mercato della stagione (che tuttavia andrà incontro a un iniziale biennio in chiaroscuro sotto la Mole), Gianluca Vialli, strappato per 40 miliardi di lire – all'epoca la cifra più alta mai spesa al mondo per un calciatore – alla Sampdoria e al suo «gemello» Mancini.

Da sinistra: il tecnico Giovanni Trapattoni e il neoacquisto Gianluca Vialli posano con il trofeo della Coppa UEFA, la terza nella storia juventina.

In difesa arrivarono invece in prospettiva il diciassettenne Luigi Sartor, prelevato dalle giovanili del Padova per un miliardo – all'epoca una cifra record per un giocatore minorenne – e aggregato al vivaio bianconero, e nell'immediato l'ancora sconosciuto Moreno Torricelli, protagonista di una vera e propria «favola» a sfondo calcistico: falegname brianzolo e giocatore dilettante a tempo perso nella Caratese, nel 1992 impressionò il Trap durante un'amichevole primaverile guadagnandosi un ingaggio in bianconero per la stagione seguente, compiendo in pochi mesi un balzo dall'Interregionale alla Serie A che non lo destabilizzò, imponendosi immediatamente nell'undici titolare.
In campionato la Juventus, complice un cammino altalenante, non riuscì mai a inserirsi nella lotta per lo Scudetto, che fin dalle prime giornate parve trovare conferma sopra le casacche del Milan di Capello; nonostante le 21 reti di Roberto Baggio, superato in classifica marcatori dal solo Signori della Lazio, i bianconeri chiusero il torneo al quarto posto, dietro ai rossoneri campioni, all'Inter e a una rampante provinciale quale il Parma.
I torinesi pagarono a posteriori la lunga assenza forzata di Júlio César nella prima parte di stagione oltreché delle operazioni di mercato, su tutte quelle di Möller e Platt, che finirono solo per riempire di «doppioni» la rosa, con conseguenti e perlopiù infruttuosi tentativi da parte di Trapattoni nel trovare una quadra tattica all'undici titolare; una situazione che a metà campionato aveva fatto paventare persino il mancato raggiungimento della zona UEFA, ipotesi poi sventata nel girone di ritorno.

L'altro Baggio della squadra, il nuovo arrivato Dino, protagonista nel successo di Coppa con tre reti totali al nella doppia finale.

Ben più esaltante si rivelò la campagna europea in Coppa UEFA. Dopo avere superato in sequenza nei turni preliminari i ciprioti dell'Anorthosis, gli ellenici del Panathīnaïkos e i cechi del Sigma Olomouc, e quindi i lusitani del Benfica ai quarti di finale – ribaltando nel retour match di Torino la sconfitta patita all'andata a Lisbona – e i transalpini del Paris Saint-Germain in semifinale, i piemontesi approdarono alla doppia finale, contrapposti al Borussia Dortmund: qui gli uomini del Trap sconfissero nettamente i tedeschi con un parziale aggregato di 6-1 (3-1 al Westfalenstadion e 3-0 al Delle Alpi), tuttora la vittoria con il maggiore scarto in una finale di Coppa UEFA giocata in partita doppia, che valse la terza e fin qui ultima affermazione bianconera nella manifestazione – primo club a raggiungere tale traguardo.
La partecipazione alla Coppa Italia si fermò invece in maniera bruciante a un passo dalla finale dopo l'eliminazione subìta in semifinale a opera degli storici rivali, i concittadini del Torino, premiati dal doppio confronto, dopo due pareggi, unicamente per la regola dei gol in trasferta.

## Divise e sponsor
Il fornitore tecnico per la stagione 1992-1993 fu Kappa, mentre come sponsor ufficiale debuttò Danone.

Roberto Baggio (a destra) in azione sul campo della Sampdoria con indosso la seconda divisa gialloblù «modello Spurs».

La prima divisa, confermata dalla stagione precedente, era composta come da tradizione da maglia a strisce bianconere abbinata a pantaloncini e calzettoni bianchi. La seconda divisa, pur portando avanti il concept dello spezzato gialloblù reintrodotto dodici mesi prima, tuttavia presentava un inedito template per la maglia – con scollo chiuso da bottoncini e, cosa più evidente, bande blu sulle spalle – che, nelle intenzioni dello sponsor tecnico Kappa, richiamava un iconico kit del Tottenham di fine anni 70: tanto bastò per rendere colloquialmente nota questa divisa come «modello Spurs».
| Casa | Trasferta | 1ª portiere | 2ª portiere | 3ª portiere |

## Rosa
| N. |                     | Ruolo | Calciatore              |
| -- | ------------------- | ----- | ----------------------- |
|    | Italia (bandiera)   | P     | Angelo Peruzzi          |
|    | Italia (bandiera)   | P     | Michelangelo Rampulla   |
|    | Italia (bandiera)   | P     | Christian Trombini      |
|    | Italia (bandiera)   | D     | Moreno Torricelli       |
|    | Germania (bandiera) | D     | Jürgen Kohler           |
|    | Italia (bandiera)   | D     | Massimo Carrera         |
|    | Italia (bandiera)   | D     | Marco Antonio De Marchi |
|    | Brasile (bandiera)  | D     | Júlio César             |
|    | Italia (bandiera)   | D     | Alessandro Dal Canto    |
|    | Italia (bandiera)   | D     | Luigi Sartor            |
|    | Italia (bandiera)   | D     | Massimiliano Giacobbo   |
|    | Italia (bandiera)   | D     | Nicola Ragagnin         |

| N. |                        | Ruolo | Calciatore                |
| -- | ---------------------- | ----- | ------------------------- |
|    | Italia (bandiera)      | C     | Dino Baggio               |
|    | Italia (bandiera)      | C     | Antonio Conte             |
|    | Germania (bandiera)    | C     | Andreas Möller            |
|    | Italia (bandiera)      | C     | Roberto Galia             |
|    | Italia (bandiera)      | C     | Giancarlo Marocchi        |
|    | Inghilterra (bandiera) | C     | David Platt               |
|    | Italia (bandiera)      | A     | Gianluca Vialli           |
|    | Italia (bandiera)      | A     | Paolo Di Canio            |
|    | Italia (bandiera)      | A     | Fabrizio Ravanelli        |
|    | Italia (bandiera)      | A     | Pierluigi Casiraghi       |
|    | Italia (bandiera)      | A     | Roberto Baggio (capitano) |

## Risultati

### Serie A

#### Girone di andata
| Cagliari 6 settembre 1992, ore 16:00 CEST 1ª giornata | Cagliari        | 0 – 0 referto | Juventus | Stadio Sant'Elia\| Arbitro: \| Cesari (Genova) \| |
| Arbitro:                                              | Cesari (Genova) |               |          |                                                   |

| Arbitro: | Luci (Firenze) |

|                                       |           |          |
| Kohler 23’ Möller 41’, 83’ Vialli 76’ | Marcatori | 54’ Ganz |

| Arbitro: | Collina (Viareggio) |

|                           |           |                              |
| Padovano 45’ Skuhravý 53’ | Marcatori | 15’ (aut.) Ruotolo 77’ Platt |

| Arbitro: | Pezzella (Frattamaggiore) |

|            |           |            |
| Möller 16’ | Marcatori | 20’ Aldair |

| Arbitro: | Ceccarini (Livorno) |

|                      |           |                                    |
| Fonseca 84’ Zola 87’ | Marcatori | 5’ R. Baggio 57’ Möller 80’ Vialli |

| Torino 18 ottobre 1992, ore 15:00 CET 6ª giornata | Juventus        | 0 – 0 referto | Brescia | Stadio delle Alpi\| Arbitro: \| Bettin (Padova) \| |
| Arbitro:                                          | Bettin (Padova) |               |         |                                                    |

| Arbitro: | Amendolia (Messina) |

|                                 |           |            |
| Sosa 39’ Sammer 45’ Šalimov 79’ | Marcatori | 85’ Möller |

| Arbitro: | Merlino (Torre del Greco) |

|                                                             |           |                |
| D. Baggio 20’ De Marchi 26’ Di Canio 40’ R. Baggio 68’, 86’ | Marcatori | 63’ Centofanti |

| Arbitro: | Cardona (Milano) |

|                                                    |           |           |
| R. Baggio 21’, 23’, 42’, 86’ Pellegrini 25’ (aut.) | Marcatori | 37’ Balbo |

| Arbitro: | Baldas (Trieste) |

|           |           |                                |
| Sordo 58’ | Marcatori | 76’ Vialli 90’ (aut.) Venturin |

| Arbitro: | Sguizzato (Verona) |

|  |           |            |
|  | Marcatori | 68’ Simone |

| Arbitro: | Beschin (Legnago) |

|                              |           |  |
| Laudrup 8’ Sartor 53’ (aut.) | Marcatori |  |

| Arbitro: | Pezzella (Frattamaggiore) |

|                            |           |                      |
| Bresciani 50’ Mandelli 55’ | Marcatori | 79’ (rig.) Ravanelli |

| Arbitro: | Nicchi (Arezzo) |

|                          |           |                             |
| R. Baggio 52’ Vialli 84’ | Marcatori | 41’ (aut.) Kohler 72’ Melli |

| Arbitro: | Sguizzato (Verona) |

|             |           |            |
| Lombardo 6’ | Marcatori | 36’ Möller |

| Arbitro: | Boggi (Salerno) |

|                    |           |              |
| R. Baggio 11’, 79’ | Marcatori | 19’ Ferretti |

| Arbitro: | Nicchi (Arezzo) |

|             |           |               |
| Cravero 41’ | Marcatori | 14’ R. Baggio |

#### Girone di ritorno
| Arbitro: | Rodomonti (Teramo) |

|                             |           |                       |
| R. Baggio 19’ Casiraghi 87’ | Marcatori | 48’ (aut.) Torricelli |

| Arbitro: | Mughetti (Cesena) |

|                      |           |            |
| Perrone 38’ Ganz 73’ | Marcatori | 57’ Möller |

| Arbitro: | Bazzoli (Merano) |

|               |           |  |
| Ravanelli 58’ | Marcatori |  |

| Arbitro: | Cesari (Genova) |

|                         |           |               |
| Giannini 56’ Häßler 71’ | Marcatori | 28’ R. Baggio |

| Arbitro: | Bettin (Padova) |

|                                                 |           |                                         |
| Di Canio 10’ Platt 16’ Ravanelli 73’ Möller 88’ | Marcatori | 51’ Zola 72’ Ferrara 81’ (rig.) Fonseca |

| Arbitro: | Luci (Firenze) |

|                         |           |  |
| Răducioiu 23’ Rossi 70’ | Marcatori |  |

| Arbitro: | Collina (Viareggio) |

|  |           |                      |
|  | Marcatori | 16’ Sosa 20’ Šalimov |

| Arbitro: | Fabricatore (Roma) |

|  |           |           |
|  | Marcatori | 79’ César |

| Udine 3 aprile 1993, ore 16:00 CEST 26ª giornata | Udinese                     | 0 – 0 referto | Juventus | Stadio Friuli\| Arbitro: \| Cinciripini (Ascoli Piceno) \| |
| Arbitro:                                         | Cinciripini (Ascoli Piceno) |               |          |                                                            |

| Arbitro: | Amendolia (Messina) |

|               |           |                   |
| Conte 9’, 81’ | Marcatori | 28’ Aguilera Nova |

| Arbitro: | Baldas (Trieste) |

|           |           |                               |
| Simone 6’ | Marcatori | 13’, 20’ Möller 64’ R. Baggio |

| Arbitro: | Boggi (Salerno) |

|                                                   |           |  |
| Marocchi 60’ Ravanelli 80’ R. Baggio 90+1’ (rig.) | Marcatori |  |

| Arbitro: | Stafoggia (Pesaro) |

|                                    |           |                                  |
| R. Baggio 15’, 45’, 80’ Vialli 26’ | Marcatori | 52’ (rig.) Sciacca 68’ Kolyvanov |

| Arbitro: | Bettin (Padova) |

|               |           |               |
| Osio 48’, 58’ | Marcatori | 39’ R. Baggio |

| Arbitro: | Pezzella (Frattamaggiore) |

|           |           |            |
| Platt 47’ | Marcatori | 4’ Jugović |

| Arbitro: | Quartuccio (Torre Annunziata) |

|                                                                                  |           |              |
| Allegri 32’ (rig.) Borgonovo 50’ Carrera 59’ (aut.) Martorella 86’ Palladini 90’ | Marcatori | 2’ Ravanelli |

| Arbitro: | Sguizzato (Verona) |

|                                                          |           |          |
| R. Baggio 10’ (rig.), 31’ (rig.) Vialli 15’ Di Canio 73’ | Marcatori | 2’ Fuser |

### Coppa Italia

#### Turni preliminari
| Arbitro: | Boggi (Salerno) |

|                                                   |           |  |
| D. Baggio 33’ Kohler 49’ Möller 56’ R. Baggio 76’ | Marcatori |  |

| Arbitro: | Rosica (Roma) |

|                |           |               |
| Insanguine 90’ | Marcatori | 55’ R. Baggio |

| Arbitro: | Nicchi (Arezzo) |

|            |           |  |
| Möller 11’ | Marcatori |  |

| Arbitro: | Beschin (Legnago) |

|                                         |           |                                            |
| Bortolazzi 26’ Skuhravý 81’ Panucci 85’ | Marcatori | 5’, 90’ D. Baggio 29’ Möller 47’ Casiraghi |

#### Fase finale
| Arbitro: | Stafoggia (Pesaro) |

|                 |           |            |
| Vialli 78’, 84’ | Marcatori | 80’ Brolin |

| Arbitro: | Ceccarini (Livorno) |

|                   |           |            |
| Brolin 36’ (rig.) | Marcatori | 62’ Möller |

| Arbitro: | Nicchi (Arezzo) |

|           |           |                      |
| Poggi 79’ | Marcatori | 49’ (rig.) R. Baggio |

| Arbitro: | Sguizzato (Verona) |

|                                     |           |                             |
| Marchegiani 4’ (aut.) Ravanelli 62’ | Marcatori | 52’ Poggi 63’ Aguilera Nova |

### Coppa UEFA
| Arbitro: | Molnár |

|                                                                  |           |              |
| R. Baggio 4’ Möller 10’ Vialli 43’, 61’ Conte 45’ Torricelli 74’ | Marcatori | 84’ Ketsbaia |

| Arbitro: | Hill |

|  |           |                                             |
|  | Marcatori | 14’ Ravanelli 38’ Kohler 65’, 88’ Casiraghi |

| Arbitro: | Karlsson |

|  |           |           |
|  | Marcatori | 68’ Platt |

| Torino 4 novembre 1992, ore 20:15 CET Secondo turno - Ritorno | Juventus     | 0 – 0 referto | Panathīnaïkos | Stadio delle Alpi (21 592 spett.)\| Arbitro: \| Van der Ende \| |
| Arbitro:                                                      | Van der Ende |               |               |                                                                 |

| Arbitro: | Urío Velázquez |

|            |           |                          |
| Maroši 89’ | Marcatori | 27’ Möller 76’ D. Baggio |

| Arbitro: | Quiniou |

|                                                       |           |  |
| Vialli 7’, 51’ Casiraghi 29’ Möller 47’ Ravanelli 71’ | Marcatori |  |

| Arbitro: | Goethals |

|                        |           |                   |
| Vítor Paneira 11’, 80’ | Marcatori | 59’ (rig.) Vialli |

| Arbitro: | Mikkelsen |

|                                         |           |  |
| Kohler 2’ D. Baggio 45+5’ Ravanelli 67’ | Marcatori |  |

| Arbitro: | Martín Navarrete |

|                    |           |          |
| R. Baggio 55’, 88’ | Marcatori | 22’ Weah |

| Arbitro: | Uilenberg |

|  |           |               |
|  | Marcatori | 77’ R. Baggio |

| Arbitro: | Puhl |

|               |           |                                  |
| Rummenigge 2’ | Marcatori | 26’ D. Baggio 30’, 73’ R. Baggio |

| Arbitro: | Blankenstein |

|                              |           |  |
| D. Baggio 5’, 39’ Möller 65’ | Marcatori |  |

## Statistiche

### Statistiche di squadra
| Competizione | Punti | In casa | In casa | In casa | In casa | In casa | In casa | In trasferta | In trasferta | In trasferta | In trasferta | In trasferta | In trasferta | Totale | Totale | Totale | Totale | Totale | Totale | DR  |
| Competizione | Punti | G       | V       | N       | P       | Gf      | Gs      | G            | V            | N            | P            | Gf           | Gs           | G      | V      | N      | P      | Gf     | Gs     | DR  |
| ------------ | ----- | ------- | ------- | ------- | ------- | ------- | ------- | ------------ | ------------ | ------------ | ------------ | ------------ | ------------ | ------ | ------ | ------ | ------ | ------ | ------ | --- |
| Serie A      | 39    | 17      | 11      | 4       | 2       | 40      | 19      | 17           | 4            | 5            | 8            | 19           | 28           | 34     | 15     | 9      | 10     | 59     | 47     | +12 |
| Coppa Italia | -     | 4       | 3       | 1       | 0       | 9       | 3       | 4            | 1            | 3            | 0            | 7            | 6            | 8      | 4      | 4      | 0      | 16     | 9      | +7  |
| Coppa UEFA   | -     | 6       | 5       | 1       | 0       | 19      | 2       | 6            | 5            | 0            | 1            | 12           | 4            | 12     | 10     | 1      | 1      | 31     | 6      | +25 |
| Totale       | -     | 27      | 19      | 6       | 2       | 68      | 24      | 27           | 10           | 8            | 9            | 38           | 38           | 54     | 29     | 14     | 11     | 106    | 62     | +44 |